# التروبراس

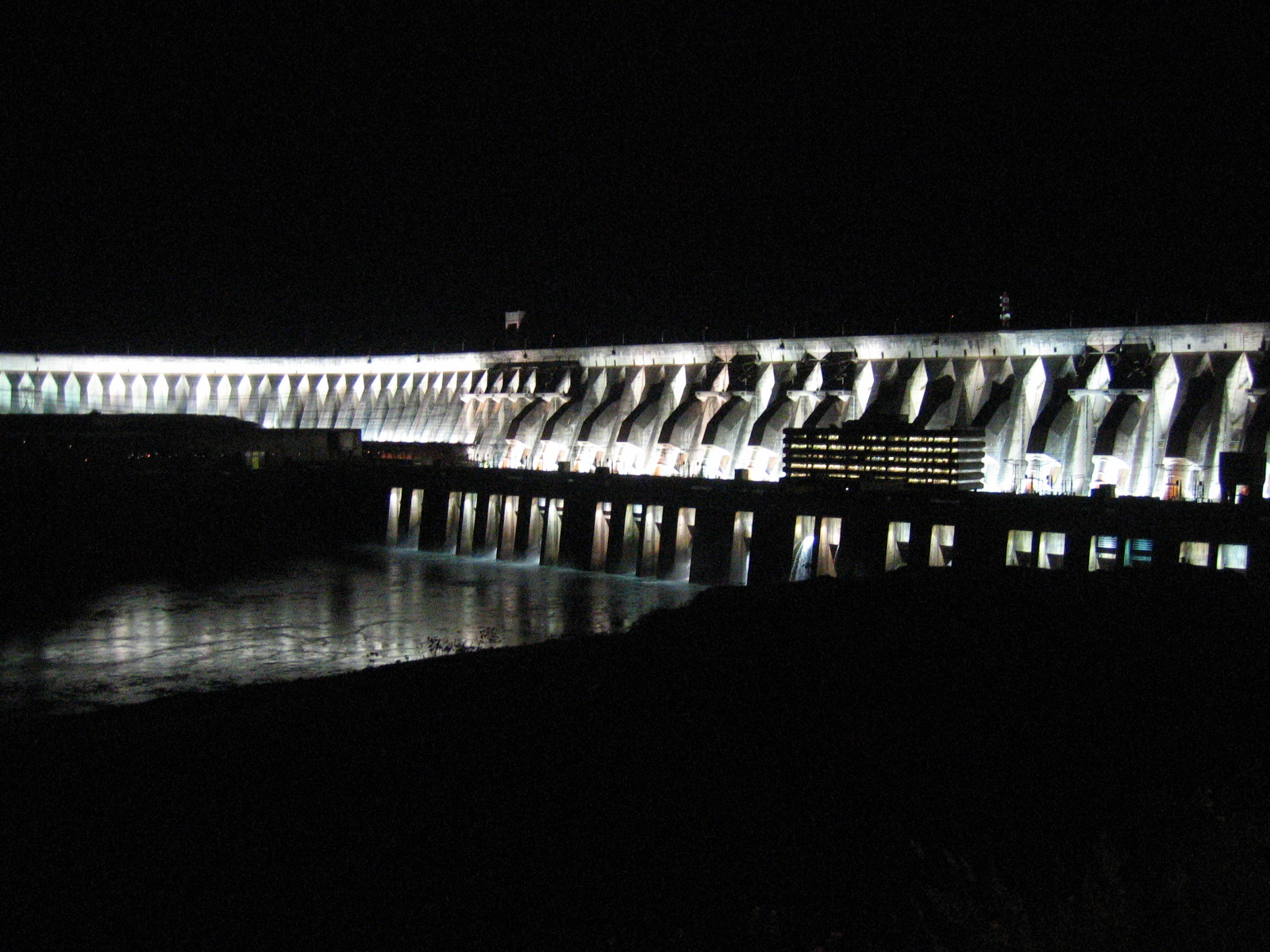
سد ایتایپو، بزرگترین نیروگاه برق‌آبی جهان، متعلق به التروبراس

التروبراس (به پرتغالی: Eletrobras) شرکت برق برزیلی است، که بزرگترین شرکت برق منطقه آمریکای لاتین می‌باشد، همچنین به‌عنوان دهمین شرکت توزیع برق جهان شناخته می‌شود.
شرکت التروبراس در سال ۱۹۶۲ توسط دولت برزیل تاسیس شد و در حال حاضر با ظرفیت نصب‌شده‌ای بالغ بر ۴۳ هزار مگاوات در سال، معادل ۴۰٪ از برق مورد نیاز کشور برزیل را تولید می‌نماید، همچنین مالک بیش از ۶۹٪ از شبکه انتقال برق این کشور می‌باشد.
این شرکت هم‌اکنون دارای عملیات در کشورهای آنگولا، مراکش، بولیوی، آرژانتین، کاستاریکا، نیکاراگوئه، پرو، اروگوئه، ونزوئلا و کلمبیا است.
دفتر مرکزی التروبراس در شهر برازیلیا قرار دارد و دفتر عملیاتی آن در شهر ریو د ژانیرو مستقر می‌باشد. بخشی از سهام شرکت التروبراس در بازارهای بورس نیویورک، بورس سائوپائولو و بورس مادرید معامله می‌شود.